# Michaił Kiedrow (czekista)
Michaił Siergiejewicz Kiedrow (ros. Михаил Сергеевич Кедров, ur. 12 lutego?/24 lutego 1878 w Moskwie, zm. 28 października 1941 w Barboszu, obwód kujbyszewski) – rosyjski socjaldemokrata i komunista, funkcjonariusz Czeka, urzędnik państwowy w ZSRR, ojciec chemika i filozofa Bonifatija Kiedrowa.

## Życiorys
Studiował na Uniwersytecie Moskiewskim (nie ukończył), od 1901 członek SDPRR, bolszewik, działacz organizacji partyjnych w Niżnym Nowogrodzie, Jarosławiu i Symferopolu, w październiku 1905 organizował towarzystwa robotnicze w Kostromie. Agent KC SDPRR ds. rozpowszechniania literatury partyjnej, kierował wydawnictwem książkowym „Zierno”, w którym wydawał prace Lenina, aresztowany za działalność wywrotową, 1912 emigrował do Szwajcarii, skąd wrócił w 1916. Od maja 1917 członek Organizacji Wojskowej przy KC SDPRR(b) i Wszechrosyjskiego Biura Organizacji Bolszewickich w Piotrogrodzie, redaktor gazety „Sołdatskaja prawda”, wydawał gazety „Raboczij i sołdat” i „Sołat”. po przewrocie bolszewickim (rewolucji październikowej) od listopada 1917 członek Kolegium Ludowego Komisariatu ds. Wojskowych, komisarz ds. demobilizacji armii rosyjskiej. Od września 1918 szef Wydziału Wojskowego, a od stycznia 1919 Wydziału Specjalnego Czeki, jednocześnie od marca 1919 członek Kolegium Czeki. Jeden z kierowników organów karnych władzy radzieckiej, organizował ogłoszenie „wrogów ludu” i przeprowadzanie represji w szeregach Armii Czerwonej. Od maja 1919 specjalny pełnomocnik Czeki w Wołogdzie, później na Frontach Południowym i Zachodnim. Znany z wyjątkowego okrucieństwa, m.in. z utopienia dwóch wziętych do niewoli „białych” oficerów i z planów wymordowania ludności Wołogdy i innych miast na północy Rosji. Wielokrotnie kierował komisjami ds. weryfikacji i oczyszczania różnych organów państwowych, od końca 1919 przewodniczący Wszechrosyjskiej Komisji ds. Poprawy Stanu Sanitarnego Republiki, od marca 1920 członek specjalnej komisji rządowej do zbadania okrucieństwa zachodnich interwentów i „białych” na północy Rosji. 1921-1924 pełnomocnik Czeki/GPU w rejonie Morza Kaspijskiego. 
Od 1924 pracował w Najwyższej Radzie Gospodarki Narodowej i Ludowym Komisariacie Ochrony Zdrowia, 1926-1927 młodszy pomocnik prokuratora Specjalnej Prokuratury Wojskowej Sądu Najwyższego ZSRR, 1931-1934 członek Prezydium Państwowej Komisji Planowania (Gospłanu) ZSRR, od 1934 dyrektor Wojskowego Instytutu Medycznego, 1936-1937 starszy pracownik naukowy Instytutu Neurochirurgicznego. Odznaczony Orderem Czerwonego Sztandaru. W kwietniu 1939 aresztowany i osadzony w wewnętrznym więzieniu NKWD, 9 lipca 1941 na rozprawie został uniewinniony, jednak mimo to później został rozstrzelany na osobiste polecenie Ławrientija Berii. W 1953 pośmiertnie zrehabilitowany.